# LWS-6 Żubr
Le LWS-6 Żubr (en français : bison) était une bombardier bimoteur polonais produit par LWS avant la Seconde Guerre mondiale. Quelques appareils furent construits mais furent cantonnés au rôle d'avions d'entraînement car inférieurs au modèle contemporain PZL.37 Łoś.